# Черкасский шёлковый комбинат
Черкасский шёлковый комбинат (укр. Черкаський шовковий комбінат) — предприятие в городе Черкассы.

## История

### 1965 - 1991
Строительство предприятия началось в 1965 году, 8 декабря 1967 года комбинат дал первую продукцию.
Черкасский шёлковый комбинат являлся одним из крупнейших и наиболее технически оснащённых предприятий СССР по производству шёлковых тканей (изначально, проектная мощность предприятия составляла 47 млн. м шёлковых тканей в год, но уже к началу 1970х годов была увеличена), в период с 1965 по 1985 год были освоены 329 новых ткацких станка по производству шёлковых тканей.
В 1970 году на комбинате был введён в эксплуатацию первый комплекс красильно-отделочного производства.
В 1971 году на комбинате был выпущен 100-миллионный метр ткани.
По состоянию на начало 1972 года произведённый комбинатом шёлк поступал 158 предприятиям-заказчикам на территории СССР, Болгарии, Польши, Чехословакии, Ирана и Пакистана.
В 1973 году на комбинате был выпущен 200-миллионный метр ткани.
По состоянию на 1985 год, комбинат входил в перечень наиболее крупных и значимых предприятий города, он включал в себя три основных производства (крутильное, ткацкое и красильно-отделочное) и несколько вспомогательных цехов; основной продукцией предприятия являлись шёлковые ткани различного назначения (в том числе, плательные, блузочные, подкладочные, корсетные и портьерные). 23 мая 1986 года ткачиха комбината Е. И. Титаренко стала Героем Социалистического Труда.
В 1987 году комбинат изготовил миллиардный метр ткани.
На балансе предприятия находились объекты социальной инфраструктуры (поликлиника, база отдыха и детские сады для детей работников предприятия).
5 января 1989 года Совет министров УССР принял решение о проведении технического переоснащения комбината.

### После 1991
В мае 1992 года комбинат был включён в перечень предприятий текстильной промышленности Украины, осуществляющих изготовление тканей для пошива предметов обмундирования и вещевого имущества для обеспечения личного состава министерства внутренних дел Украины.
В 1993, 1995 и 1998 годы с разрешения президента Украины Л. Д. Кучмы с целью модернизации производственных мощностей предприятия для комбината закупали новое оборудование в странах Европы.
В дальнейшем, государственный комбинат был преобразован в открытое акционерное общество.
29 июня 1999 года комбинат был внесён в перечень предприятий, имеющих стратегическое значение для экономики и безопасности Украины.
К началу 2000-х годов положение предприятия осложнилось в связи с недостаточным уровнем государственной поддержки и сокращением государственных заказов.
После начала боевых действий на востоке Украины весной 2014 года завод был привлечен к выполнению военного заказа: изготовлению камуфлированной ткани для Национальной гвардии Украины и министерства обороны Украины для пошива униформы военнослужащим.